# Solitari negre
El solitari negre (Entomodestes coracinus) és un ocell de la família dels túrdids (Turdidae).

## Hàbitat i distribució
Habita la selva pluvial dels Andes a l'oest de Colòmbia i nord-oest de l'Equador.